# یان کامرون (بازیکن فوتبال، زاده ۱۹۶۶)
یان کامرون (انگلیسی: Ian Cameron؛ زادهٔ ۲۴ اوت ۱۹۶۶) بازیکن فوتبال اهل بریتانیا است.
از باشگاه‌هایی که در آن بازی کرده است می‌توان به باشگاه فوتبال پاتریک تیسل، باشگاه فوتبال کلاید، باشگاه فوتبال سنت میرن، باشگاه فوتبال هیبرنین، باشگاه فوتبال ریت روورز، و باشگاه فوتبال آبردین اشاره کرد.